# Kwame Nkrumah
Kwame Nkrumah, ganski politik in idejni vodja panafriškega gibanja, * 21. september 1909, Nkroful, Zlata obala, † 27. april 1972, Bukarešta, Romunija.
Nkrumah je bil prvi predsednik vlade kolonije Zlata obala, položaj pa je obdržal tudi po njeni osamosvojitvi in preimenovanju v Republiko Gano leta 1957. Leta 1960 je postal prvi ganski predsednik. V državnem udaru je bil 24. februarja 1966 odstavljen, zato je pobegnil iz države. Do konca življenja je živel v Conakryju (Gvineja), kjer je bil gost tamkajšnjega diktatorja Ahmeda Sekou Toureja, ki ga je celo imenoval za častnega sopredsednika. Kasneje je zbolel za kožnim rakom in v zadnjem stadiju je avgusta 1971 odšel na zdravljenje v Bukarešto, kjer pa je za posledicami bolezni 27. aprila 1972 umrl. Pokopan je bil v rojstni vasi Nkroful v Gani, kasneje pa so njegove posmrtne ostanke prenesli na pokopališče v Akri. 

## Življenjepis
Nkrumah je med letoma 1925 in 1930 obiskoval šolo Achimota v Akri in se izšolal za učitelja. Po šolanju je pet let delal kot učitelj, denar pa je hranil za nadaljevanje šolanja v ZDA. Leta 1935 je z ladjo odplul v Liverpool, od koder je odšel v London, kjer je pridobil študentsko vizo za študij v ZDA. 
Oktobra 1935 je iz Liverpoola odplul v ZDA, kjer se je vpisal na Lincoln University of Pennsylvania. Deloma se je šolal tudi v Londonu.

### Strmoglavljenje
Februarja 1966 med državnim obiskom v Severnem Vietnamu in na Kitajskem je bil z vojaškim pučem vržen z oblasti, vlado je prevzel Emmanuel Kwasi Kotoka in Narodni osvobodilni svet. Predsednik Nkrumah je sam verjel in dajal izjave o sodelovanju ameriških sil pri puču. New York Times je citiral mnenja obveščevalnih služb, da je CIA bila vpletena pri vojaškem puču. Obstajajo tudi dokazi, da je vohun britanskih oblasti postal del Nkrumahove vlade pred pučem. Gana je po puču opustila simpatije do vzhodnega bloka in se pridružila projektom Mednarodnega denarnega sklada in Svetovne banke pri reševanju gospodarstva. Ker je poleg vsega tega Gana sodelovala tudi z Južnoafriško republiko, je postala vedno manj temeljni politični člen afriškega nacionalizma.
Sam Nkrumah se do konca življenja ni vrnil v Gano. Postal je častni sopredsednik in gost Gvineje in njenega predsednika Ahmeda Sékou Touréja. Tu je bral, pisal in sprejemal goste. Četudi upokojen politik brez želja po oblasti, se je počutil ogroženega zaradi zahodnih obveščevalnih agencij, kar se je še zaostrilo, ko je njegov kuhar umrl iz neznanih razlogov. Ob vedno slabšem zdravju se je odpravil na zdravljenje v Bukarešto v Romuniji avgusta 1971. Aprila 1972 je umrl zaradi raka na prostati, star 62 let.
Pokopan je bil v Gani v rojstni vasi Nkroful. Grobnica je ostala v vasi, njegove ostanke pa so prenesli naknadno v večji spominski park in večjo grobnico v Akro. Za časa življenja je bil nagrajen s častnimi doktorati večjih univerz:
- Lincoln University, ZDA
- Moskovska državna univerza; Rusija
- Univerza v Kairu, Egipt;
- Univerza v Krakovu, Poljska;
- Humboldtova univerza iz Vzhodnega Berlina in druge.

Septembra 2009 je predsednik John Atta Mills razglasil 21.september (tedaj 100. obletnico rojstva državnika) za dan ustanovitelja, ustavni državni praznik Gane, ki tako praznuje dediščino Kwama Nkrumaha.